# 菅井友香の＃今日も推しとがんばりき
『サントリー生ビールpresents 菅井友香の#今日も推しとがんばりき』（サントリーなまビールぷれぜんつ すがいゆうかのきょうもおしとがんばりき）は、文化放送で2023年3月30日から放送しているラジオ番組である。

## 概要
リスナーから“推し”をテーマにメールを募集し、好きなこと・ものを糧に頑張っている姿をサントリーと菅井が応援していく番組。菅井の近況やここでしか聴けない裏話もお届けしている。
番組の公式ハッシュタグは「#今日も推しとがんばりき」。

## 出演者
- 菅井友香[2]

## 主なコーナー
ゆっかーがリスナーを応援！今週の『がんばりき！』
リスナーから寄せられた「応援してほしいこと」のメール・Xを基に菅井がエールを送る。
ゆっかーに語りたい推し
リスナーから、自分の「推し」について募集していくコーナー。
サントリー生ビールと惜し活にあうおつまみ
サントリー生ビールにあうアイデアおつまみを考えてもらい、菅井が判定していくコーナー。

## ゲスト
2023年
- 遠藤達哉(2023年4月20日放送分)
- 藤田菜七子(2023年5月25日放送分)
- のり(オテンキ)(2023年6月29日放送分)
- 石田明(NON STYLE)(2023年7月20日放送分)
- 石川由依(2023年8月24日放送分)
- 馬場園梓(2023年9月14日放送分)
- 船越英一郎(2023年10月26日放送分)
- 井上麻里奈(2023年12月7日放送分)

2024年
- 中村ゆりか(2024年1月11日放送分)
- 山寺宏一(2024年1月18日放送分)
- ゆりやんレトリィバァ(2024年2月29日放送分)
- 平野レミ(2024年3月14日放送分)
- TAKAHIRO(2024年4月25日放送分)
- 福澤朗(2024年5月23日放送分)
- 草川拓弥(2024年6月6日放送分)
- 今田耕司(2024年7月18日放送分)
- 萩原利久(2024年8月15日放送分)
- 中村ゆりか(2024年9月19日放送分)
- 坂下千里子(2024年10月24日放送分)
- ちせ(2024年11月7日放送分)

2025年
- 清水ミチコ(2025年1月9日放送分)
- ぐんぴぃ(春とヒコーキ)(2025年1月30日放送分)
- 土生瑞穂(2025年2月27日放送分)
- 中田圭祐(2025年3月27日放送分)
- 綱啓永(2025年4月17日放送分)
- 土田晃之(2025年5月1日放送分)

## 放送局・配信元
| 放送対象地域 | 放送局          | 系列    | 放送時間                 | 放送期間        | 備考 |
| ------------ | --------------- | ------- | ------------------------ | --------------- | ---- |
| 関東広域圏   | 文化放送 制作局 | NRN系列 | 毎週木曜日 21:30 - 22:00 | 2023年3月30日 - |      |